# Nikolaj D'jačenko
Nikolaj Ivanovič D'jačenko (in russo Николай Иванович Дьяченко?; 2 dicembre 1948 – 3 gennaio 2020) è stato un cestista sovietico.

## Carriera
Con l'Unione Sovietica ha disputato i Campionati europei del 1973.

## Palmarès
- Campionato sovietico: 3

CSKA Mosca: 1972-1973, 1973-1974, 1975-1976